# Sfântu Gheorghe (okręg Jałomica)
Sfântu Gheorghe – wieś w Rumunii, w okręgu Jałomica, w gminie Sfântu Gheorghe. W 2011 roku liczyła 865 mieszkańców.